# 銀魂
『銀魂』（ぎんたま）は、空知英秋による日本の漫画。

## 概要
『週刊少年ジャンプ』（集英社）において、2004年2号から2018年42号まで連載された。その後、完結編が『ジャンプGIGA』2019 WINTER vol.1からvol.3、および「銀魂公式アプリ」で連載された。2024年11月時点で、コミックスのシリーズ世界累計発行部数は7300万部（デジタル版を含む）である。
作者の空知の初連載作品であり、SF時代劇の体裁を採った、人情コメディストーリー漫画。空知は、この作品の属性を「SF人情なんちゃって時代劇コメディー」と表現している。 
話数カウントは「第○訓」（○には漢数字が入る）となっており、各話のサブタイトルは漫画本編の内容を意識した教訓的な物・作者の素朴な疑問・ことわざ・ツッコミなどが付けられている。
連載当初は誌上アンケートの結果が振るわず、打ち切りすれすれの掲載順位が続いていたが、第十一訓あたりから少しずつ人気を博していき、終盤は数度の連載先の変更を経て、15年半に及ぶ連載となった。完結に至っては、3度の告知や最終話の配信延期を繰り返したことから「終わる終わる詐欺」とも称された。
本作品の第1巻には、読切作品である『だんでらいおん』、第2巻には『しろくろ』、第24巻には『13 サーティーン』、第38巻には『ばんからさんが通る』が収録されている。

## あらすじ
基本的には主人公の銀時たちと周囲の面々が繰り広げる1話から3話程度で完結するドタバタギャグコメディが描かれることが多いが、その中に混じって銀時の過去やそれにまつわる因縁を軸にしたストーリーが進められていく形となっている。『将軍暗殺篇』以降はストーリー本筋に関わる長編シナリオの連続で構成されており、ところどころにコメディ的な要素を挟みつつも、主要人物の死の明確な描写といった物語のクライマックスを意識した描写が多く、サブタイトルも簡略化されたりと、全体的にシリアスな作風になっている。

### 第一訓 - 第八十八訓
江戸時代末期、地球は「天人（あまんと）」と呼ばれる宇宙人の襲来を受ける。まもなく地球人と天人との間に十数年にも及ぶ攘夷戦争が勃発、数多くの侍たちが攘夷志士として天人との戦争に参加したが、天人の強大な力の前に弱腰になった江戸幕府は、天人の侵略をあっさりと受け入れ開国してしまう。そして幕府は天人による傀儡政権となり、天人たちが我が物顔で江戸の街を闊歩するようになった。一方で国・主君のために天人と戦った攘夷志士たちは弾圧の対象となり、他の侍たちもその多くが廃刀令によって刀を失い、力を奪われていった。
天人の襲来から20年後、剣術道場の跡取りである志村新八は剣術を生かす道も無く、意に沿わないアルバイトで姉である志村妙と生計を立てていた。そんな新八の前に風変わりな一人の侍が現れる。無気力な外見だが未だに変わらない侍魂を持った青年、その名も坂田銀時。銀時の男気に惹かれた新八は、侍の魂を学ぶために彼の営業する万事屋で働き出す。やがて万事屋には、戦闘種族である夜兎族の少女の神楽や巨大犬の定春が転がり込んでくる。
そして万事屋として江戸のあらゆる依頼事に首を突っ込む銀時たちは、江戸の治安を預かる警察組織・真選組や、かつて銀時が攘夷志士として天人と戦ったころの盟友であった桂小太郎・坂本辰馬・高杉晋助、神楽の父の”えいりあんばすたー”・星海坊主など、様々な人間たちと関わり合っていくことになる。

### 第八十九訓 - 第九十七訓（紅桜篇）
桂はかぶき町で近頃横行する辻斬りに遭い、ある日突然姿を消した。時を同じくして、刀鍛冶・村田鉄矢の父・仁鉄の打ったとされる妖刀「紅桜」が何者かに盗まれる。行方を追う銀時たちは辻斬りの正体であった人斬り・岡田似蔵の元に辿り着くが、銀時は異様な形をした紅桜を手に入れていた似蔵の前に敗れて重傷を負い、そして似蔵が所属していた高杉晋助率いる攘夷派のテロリスト集団・鬼兵隊一味によるクーデター計画を知る。実は紅桜は鉄矢によって意思を持った生物兵器へと造り替えられていて、鬼兵隊は鉄矢の力を借り、紅桜を用いて江戸を火の海にしようとしていた。万事屋と桂一派は計画を阻止すべく、江戸の上空で鬼兵隊と対峙する。似蔵は紅桜に完全に寄生されて自我を失い、最後は鉄矢の妹・村田鉄子の打った刀によって倒され、鬼兵隊の計画は阻止される。そして桂は実は生存しており、高杉を説得するために一人乗り込んでいた。その時、鬼兵隊が宇宙最大の犯罪シンジケート・春雨と手を組んでいたことが発覚。攘夷思想を放棄してまでもこの国と世界を壊すことに執着する高杉に対し、銀時と桂は次に出会った時は敵として対峙する決意を固める。

### 第百五十八訓 - 第百六十八訓（真選組動乱篇）
破損した愛刀の代わりとして手に入れた妖刀「村麻紗」の呪いで、ヘタレオタクの「トッシー」へと変貌してしまった土方十四郎。丁度時を同じくして真選組の元には土方とは犬猿の仲である参謀・伊東鴨太郎が帰陣するが、妖刀の呪いで醜態を晒し続けた土方を謹慎処分に追い込み隊内を掌握した伊東は、局長・近藤勲と副長の土方を暗殺して真選組を完全に我が物にせんと画策しており、裏で人斬り・河上万斉を始めとする鬼兵隊と手を組んでいた。そして武州行きの列車内で近藤の暗殺を企てるが、伊東派に就いたと見せかけていた一番隊隊長・沖田総悟の寝返りにより阻まれる。しかし鬼兵隊は元より伊東程度の小物と組むつもりはなく、伊東を利用して内乱を引き起こし、弱体化した真選組を伊東ら反乱分子諸共壊滅させるのが真の目的であった。しかし妖刀の呪いを打破した土方と、その依頼を受けて真選組を守るべく近藤たちと共闘した万事屋たちの活躍により万斉と鬼兵隊は退けられ、内乱は鎮圧。伊東も最後は土方との一騎討ちに敗れ息を引き取る。その後篇末にて、鬼兵隊が仕掛けたこの内乱は、春雨が幕府との密約を結ぶ間に中央から目を逸らすための囮の役割も担っていたことが明かされる。

### 第二百十訓 - 第二百二十八訓（吉原炎上篇）
銀時の財布を擦ろうとしたスリの少年・晴太。その理由は地下に存在する遊郭「吉原桃源郷」に捕らわれた自分の母である吉原一の花魁・日輪を買い取り、解放するためだった。銀時たちは晴太と共に吉原に赴くが、吉原を支配する夜兎族の男・鳳仙の命を受けた自警団「百華」の首領・月詠の襲撃を受け、さらには時を同じくして現れた神楽の兄・神威と手下の夜兎たちにより晴太を攫われてしまう。銀時は晴太と日輪を解放するために夜兎族最強と称される「夜王」・鳳仙に挑む。最終的には脱出した晴太によって日の光が開放され、それを浴びて弱体化した鳳仙は敗れ、吉原はその支配から解放されることになった。

### 第二百九十七訓 - 第三百九訓（かぶき町四天王篇）
銀時の元に突如弟子入りを志願してきたヤクザの元人斬り少女・椿平子。時を同じくしてかぶき町四天王のお登勢・西郷特盛・泥水次郎長・華佗の4人は、近年稀に見るかぶき町の緊張状態の中、全面衝突が起こるのを避けるために互いに私闘を禁じ、破ればその勢力は他の3勢力により取り潰し、という合意を設ける。しかしその直後、平子は銀時を罠に嵌め、お登勢が次郎長に斬られて意識不明の重体に陥った上に、スナックお登勢と万事屋は取り潰されることになってしまう。平子は実は次郎長の娘であり、裏で華佗と組んでいた。しかしお登勢の亡き元旦那・寺田辰五郎との約束を胸に店を護ることを決意した万事屋たちと、万事屋やお登勢との絆から彼らを護るために立ち上がった仲間たちの前に、平子たちは劣勢に立たされる。次いで春雨・元第四師団団長としての正体を現した華佗の策略により、平子たちごと包囲されたかぶき町の面々は窮地に陥る。かぶき町を自分たち天人のものにせんとする華佗の目論みをいち早く見抜いていた次郎長も、第四師団の精鋭部隊に囲まれるが、次郎長を追って来た銀時と共にこれを殲滅する。回復して現れたお登勢の叱咤によって戦意を取り戻したかぶき町の面々によって、華佗が町に放った部隊も全滅した。一旦は退くも、負傷により入院していた四天王を抹殺するために再び現れた華佗の軍勢は、姿を見せた平子によって一蹴される。平子は贖罪の念から落とし前をつけようとするも、万事屋に制止され、彼らの計らいによって次郎長と涙の和解を果たし、共に旅に出る。
後日談では華佗は春雨の地球部隊の役割として江戸に潜伏にしていた鬼兵隊に捕縛されており、その足で春雨の本部に赴いた鬼兵隊に対して春雨の阿呆提督は、自身の地位を脅かしかねない第七師団団長の神威をも捕らえるよう命じる。そして神威の公開処刑と同時に高杉をも暗殺しようと企むが、それを察していた高杉の寝返りにより神威が解放され、さらに鬼兵隊と第七師団のメンバーたちの乱入により十二師団が神威の側に付くなど形成が完全に逆転し、逃げようとした阿呆提督は神威に始末され、十二師団は高杉と神威により乗っ取られることとなる。

### 第三百六十五訓 - 第三百七十訓（バラガキ篇）
名門佐々木家の不肖の息子・佐々木鉄之助の教育を真選組へ依頼され、彼を小姓に雇った土方。彼の性根を叩き直した一方で、街の見回り途中に彼の兄であり真選組と並ぶ江戸の警察組織・見廻組局長の佐々木異三郎との間に諍いを生じ、さらに鉄之助は、かつて自身が所属していた攘夷グループ・知恵空（ちぇけら）党に捕えられ、人質となってしまう。人質に構うことなく知恵空党を潰し、さらに鉄之助を預かった真選組に責任を取らせて取り潰しに追い込もうとする見廻組だったが、潜入していた銀時の加勢もあって見廻組を制した真選組は、鉄之助の奪還に成功する。一方の異三郎は事態の終息後、瓦礫の山となった現場に現れた高杉と接触する。

### 第三百八十六訓 - 第三百九十九訓（一国傾城篇）
かつての伝説の花魁・鈴蘭が老いた今も待ち続ける客を探す銀時たちは、その客が先代将軍・徳川定々であるという情報を掴み、江戸城へと乗り込む。しかし殿中で銀時たちは定々の罠に嵌まり、将軍暗殺未遂の罪を着せられて牢に捕らえられてしまう。そこで銀時たちは鈴蘭の本当の想い人が誰であるのかを知らされ、真選組の手引きにより脱獄し鈴蘭の無念を晴らすために大量の護衛たちを退けて定々の元に向かうが、その前には暗殺組織・天照院奈落とその頭目・朧が立ちはだかる。かつての師・吉田松陽の怨敵である定々と朧を前に追い詰められる銀時たちだったが、真選組と見廻組の協力を始めとして将軍・徳川茂々の命で江戸中の全ての警察組織が定々の敵に回ったことにより、形成が逆転する。天導衆の元に逃れようとする定々に対し、茂々は天導衆の介入を制するべく自らも将軍の座を辞すことを宣言。定々は過去の数々の謀略を暴かれたことにより失脚し、投獄され、後に銀時と同じく松陽の弟子であった高杉の手によって暗殺される。一方の天導衆は、敵対する一橋派を封じるべく茂々に将軍職の続投を命じるが、茂々はそれ以降天導衆と一橋派の本格的な対立に巻き込まれていくこととなる。

### 第四百六十三訓 - 第四百六十九訓（死神篇）
自らを「死神」と称する少女・池田朝右衛門と出会った銀時たちは、出奔していた彼女の実家である幕府お抱えの処刑執行人一族・池田家にて、当主である十八代目・池田夜右衛門から巷で相次ぐ辻斬り事件の真相を伝えられる。朝右衛門は、父同然の存在であった先代・夜右衛門が、処刑されるはずの罪人たちを秘かに逃がしていたという事実を闇に葬るため、彼を内々に処刑し、主人殺しの謀反人の汚名を背負って一族を抜けたのである。そして辻斬りを行っていたのは、その罪人たちを葬ろうとしていた十八代目・夜右衛門であった。罪人の中には銀時の名も含まれていたことを知った銀時たちは、池田家に救われたその命を以て朝右衛門を守り、逃がすように頼まれる。だが夜右衛門の真の目的は、かつて一橋派の恨みを買って弾圧の憂き目に遭った罪人たちの生き残りである銀時の首を売り渡し、幕閣入り間近と謳われる一橋派に取り入って池田家の名を守ることだった。しかし銀時の過去を知った朝右衛門は、先代・夜右衛門の処刑人としての矜持を守るべく夜右衛門を打ち破り、銀時らと共に船から脱出する。己の過ちを悟った夜右衛門は銀時らと朝右衛門を逃がすべく一橋派の追っ手を足止めするも重傷を負い、一連の様子を見ていた一橋喜々によって首を刎ねられて始末される。そして残された朝右衛門は、彼の後を継いで十九代目・池田夜右衛門を襲名する。

### 第五百二訓 - 第五百二十四訓（将軍暗殺篇）
殿中で将軍・徳川茂々の暗殺未遂事件が発生。暗殺を画策した喜々率いる一橋派と手を組んだ高杉と神威は、天子のいる京へと向かう茂々一行を鬼兵隊と春雨、それに一橋派についた伊賀の忍たちを率いて次々と襲撃する。万事屋や真選組、そして茂々との絆を胸に再結集したお庭番衆らと共に忍の里・伊賀へと向かった茂々たち一行は、一橋派と内通していた裏切り者を始末した百地乱破ら将軍派の忍と共に、追ってきた鬼兵隊や春雨の第七師団と激闘を繰り広げ、そしてついに銀時は宿敵の高杉と、神楽は兄の神威との一騎討ちに突入する。だがあと一歩で脱出しようとしていた茂々たちの前に、突如天導衆に連れられた喜々が現れる。喜々は天導衆から、自身は高杉たちに利用されているに過ぎなかったことを聞かされて激怒し、高杉たちを将軍の命を狙った賊として切り捨て、次期将軍の座を見返りに天導衆に鞍替えしたのだった。そして両陣営の潰し合いによる消耗を待って現れた天導衆は、先の一件で茂々から預かっていた解官詔書を突き付けて茂々に退位を命じるが、茂々は最後の将軍として国を護るために京で新政権を樹立することを宣言。そして京でかつての仲間たちを集め再起を図ろうとするも、喜々の差し金によって裏切った旧友・友之介によって毒針を刺される。死を悟った茂々は、何も知らない妹のそよの膝の上で眠るように息を引き取るのだった。

### 第五百二十五訓 - 第五百五十一訓（さらば真選組篇）
新将軍に就任した喜々の下で改革が始動。手始めに茂々の暗殺を阻止できなかった責務により、近藤と警察庁長官・松平片栗虎に死罪が言い渡され、真選組は解散の上、これまで行われてきた警察行為は代わって見廻組に任せられることになる。銀時は市井視察において蛮行を働いた喜々を殴り飛ばして捕縛されそうになるが、突如現れた桂が自ら身代わりとして捕えらえ、収監された牢獄で同じく囚われていた近藤に接触。共闘するべく、彼と同じく捕らわれていた松平を牢獄から救出する。これに伴って宿敵であった真選組と桂一派は手を組み、近藤と桂を救い出すために彼らが収監された監獄島・黒縄島へと向かう。待ち受けていた異三郎率いる見廻組および奈落と対峙する真選組と桂一派、そして万事屋。しかし異三郎は、かつて自身の妻子を守れなかった国と自分自身への悔念から、倒幕勢力の決起を煽り、自身ごとこの国を終わらせようとしていた。異三郎の真意を見抜いていた奈落は、見廻組ごと黒縄島にいる全ての者を葬るべく島への砲撃を開始し、さらには奈落最強の先代首領・虚が黒縄島に降臨する。虚の圧倒的な力を前に手も足も出ない一行。なぜかその太刀筋を知っており互角に渡り合った銀時は、その仮面の下の素顔を前に茫然自失となるも、なんとか一太刀を浴びせてその場を逃れることに成功する。だが彼らの向かった先には、倒れ伏す異三郎と近藤の姿があった。その姿に絶望する真選組だったが、銀時の叱咤で戦意を取り戻し、最後は仮死状態から活性した近藤や一命を取り留めていた異三郎らと共に脱出を目指す。後一歩のところで異三郎は見廻組副長・今井信女と自身の弟・鉄之助を庇い、飛び立つ飛行船から落下して死亡。しかし彼の抗いによって生まれた倒幕の火は国中へ広がり、喜々政権の強引な手法に疑問を抱く家臣は次々と幕府を去ることになる。そして辛くも脱出に成功した真選組は喜々政権の魔の手を逃れるべく江戸を離れ、倒幕運動に転じるために下野することを決意する。

### 第五百五十二訓 - 第五百九十五訓（烙陽決戦篇）
喜々政権の指名手配から逃れ地下都市・アキバへと潜伏した銀時たち。一方、裏で春雨を掌握した虚の策により兵力の大半を失った鬼兵隊と第七師団は散り散りになり、信女を追って万事屋の元を訪れた鬼兵隊の来島また子と武市変平太は助けを求める。銀時たちは、万斉ら鬼兵隊の残員と桂一派を救出した快援隊と合流し、家族である星海坊主と神威の行方を追うために鬼兵隊の船に乗り込んだ神楽を追って、その一家の故郷である惑星・烙陽へと向かう。銀時たちは待ち受けていた虚の私兵部隊と化した春雨十二師団と交戦し、「三凶星」と称される十二師団きっての実力者、馬董・范界・猩覚をも撃破する。奈落の攻勢により窮地に陥る万斉らだったが、意識を取り戻した高杉と銀時らかつての攘夷戦争時代の盟友たちが再集結したことにより、形勢が逆転。一方の星海坊主は姿を現した神威と激闘を繰り広げ、駆け付けた神楽が止めに入る中、そこへ突如現れた虚の襲撃を受ける。星海坊主は死闘の末、虚を退けることに成功するも重傷を負い、それに止めを刺そうとする神威だったが、銀時の妨害に遭って再び激闘を繰り広げる。止めに入った神楽に一瞬躊躇した隙を突かれて倒されるも、その直後に夜兎の血の覚醒に呑まれてしまった神威。しかし銀時と新八の加勢もあり、神楽の一撃を受けて自我を取り戻す。なおも兄として対峙しようとするも妹を攻撃できず、崩れ落ちた神威を、神楽は優しく膝元に抱きかかえる。そして己の敗北を悟った神威は、馬董ら取り残された春雨の残党らと共に再び海賊として宇宙へと飛び立つ。一方鬼兵隊を率いる高杉は、朧と互いの信念を賭けた一騎討ちを繰り広げ、撃破する。朧は高杉に対し、地球ごと自らを滅ぼさんとする虚の最後の計画を伝え、松陽との過去を回想しつつ彼の弟子たちに後を託して息を引き取る。

### 第五百九十六訓 - 第七百四訓（銀ノ魂篇）
ついに地球への侵攻を開始したアルタナ解放軍の兵士たち。その傍若無人な振る舞いに、江戸では各地で住民たちの蜂起が相次ぐ。解放軍提督の一人・紫雀と、将軍・喜々らの間で持たれた交渉の末に一度は停戦協定を取り付けた地球側だったが、虚率いる奈落の、地球住民の仕業を装った解放軍駐屯地への襲撃によりそれが潰えてしまう。紫雀に代わって解放軍の指揮を掌握した提督の一人・圓翔の指示により、ついに解放軍による地球への総攻撃が開始、艦隊の大軍を率いて江戸城を砲撃し、多数の兵士たちや破壊兵器が投下され、さらには王蓋・蒼達・孫老師らが率いる荼吉尼・辰羅・夜兎の傭兵部隊までもが動員される。一方の宇宙では解放軍母船・天鳥船に搭載された惑星破壊兵器・火之迦具土神の起動を阻止すべく、高杉・桂・坂本らが天鳥船船内にて激闘を繰り広げ、馬董や万斉らが戦死するなど多くの犠牲を経ながらも火之迦具土神の起動装置を破壊することに成功。しかしなおも復讐の憎悪をぶつけるべく、天鳥船ごと地球に落下させるという手段に及ぼうとする圓翔だったが、坂本・桂・高杉との死闘の末についに敗北。だが喜々の制止により、己の過ちを悟って船の落下の阻止に動こうとした圓翔は、反発した解放軍の兵士に撃ち抜かれて絶命し、巻き込まれた喜々も命を落としてしまう。
地球では江戸の住民達が解放軍の傭兵部隊を撃破することに成功したものの、直後に再び現れた虚により、ついに地球中のアルタナが暴走を始める。定春や阿音・百音姉妹の奮闘により一時は収まったものの、直後に奈落の襲撃による足場の崩落に巻き込まれた定春がアルタナの奔流に呑みこまれてしまう。しかしなおもアルタナの内側から暴走を鎮めるべく験力を振るう定春、そしてついに虚との決戦に挑む銀時たち。真選組監察方・山崎退が首に致命傷を負うなど、多くの者が命を落とすが、亡き父・剣の言葉を胸に戦う意志を取り戻した新八の一撃が皆の戦意を回復し、さらにはアルタナの流れによる供給が途絶えたことで不死の力を失った虚を追い詰める。しかし、後一歩のところで定春が力尽きたことでアルタナの暴走が再開し、虚の回復を許してしまう。だが戦場に集った江戸の住民たちが己の命を験力に変えて定春の命を繋ぎ留め、剣を持つ者も持たぬ者も一つとなって戦う姿に初めて虚の中に「恐れ」の感情が芽生える。そして銀時らの一斉攻撃によりついに虚を倒すことに成功するが、「君は松陽を救えなかった」と言い残した虚は自らアルタナの奔流に飛び込み、消滅する。そして瓦礫の山となった戦場の跡に、制御を失った天鳥船の船体が空から落下し、辺りは光に包まれる。

## 世界観
宇宙の知的生物天人（あまんと）諸族によって開国を強要され、銀河文明が導入された江戸のかぶき町を主たる舞台とする物語である。
本作品で描かれる江戸の風景は、木造の長屋が立ち並び、着物を纏って髷を結った者たちが行き交うという時代劇らしい物が目立つが、その一方で高層ビル、携帯電話、電子レンジ、テレビ、コンピュータゲームなど、科学技術の産物も登場している。これらの科学製品は多くは現代的な物だが、宇宙船、アンドロイドなど未来風の物も含まれており、サイバーパンク的な事件に見舞われる事もある。
「天人」は地球にやって来ている異星人たちの総称であり特定の種族の呼称ではない。天人は種族単位で独自の星系国家を形成している。物語において確認された天人国家の大使・大使館としては、戌威族の戌威星大使館、茶斗蘭星大使などがある。
徳川幕府は傀儡政権として存続している。長としての称号は「征夷大将軍」とされ、前代将軍として「徳川茂茂」が登場していたが、将軍暗殺篇の終盤からは一橋喜々が烙陽決戦篇で快援隊に束縛されるまでその地位に就いていた。
作中での具体的な年月日の経過について触れられることは少ないが、喜々政権の発足から真選組が江戸を離れるまでには3ヶ月が経過している。物語の本筋に関わる長編でキャラクターが初登場したり、事件がきっかけで世界情勢も大きく変化することが多い。

## 登場人物
坂田 銀時（さかた ぎんとき）
本作品の主人公。銀色の髪で、黒い上着に白い着流しとブーツを履いたいでたちで木刀を携えている20代の男性。かぶき町でなんでも屋「万事屋銀ちゃん」を営む侍であり、かつては「白夜叉」の二つ名で恐れられた攘夷志士だった。
志村 新八（しむら しんぱち）
剣術道場の跡取りで、侍魂を学ぼうと銀時の下で働く少年。眼鏡が特徴でアイドル・寺門通の熱烈なファンでもあり、ファンクラブ「寺門通親衛隊」の隊長を務めるという側面も持つ。
神楽（かぐら）
本作品のヒロイン。橙色の髪にチャイナドレスを着た少女。宇宙最強の戦闘種族とも言われる夜兎族の少女で、超人的な怪力と戦闘力を持つが、日光に弱く外出時には自衛も兼ねた仕込み銃の防弾傘を所持している。ぶっきら棒な性格で協和語で喋るがかなり口が悪い。巨大犬の定春を飼っている。
志村 妙（しむら たえ）
新八の姉。ポニー・テールで和服姿の美女。スナック『すまいる』のキャバクラ嬢として働いている。近藤のストーカー被害に悩んでいるが、パンチ1発で近藤を倒すほど強い。
近藤 勲（こんどう いさお）
江戸の治安を守る特殊警察「真選組」の局長。妙に惚れ込みストーカーと化している。
土方 十四郎（ひじかた とうしろう）
真選組の副長。「真選組の頭脳」「鬼の副長」と呼ばれる切れ者。何かと銀時と張り合う状況に陥る。極度のマヨラーで常にマヨネーズを持ち歩く。
沖田 総悟（おきた そうご）
真選組の一番隊隊長。端正な顔立ちをしているが、言動がドSで副長の座を狙っている。万事屋の中では神楽と絡むことが多い。
桂 小太郎（かつら こたろう）
切れ長の目で、長着に羽織を着流し、脇差の無い一本差しを帯刀している長身・長髪の青年。かつて攘夷戦争のあった時代に銀時と共闘した攘夷志士。攘夷戦争の後も攘夷党（桂一派）のリーダーとして討幕活動を継続しており、爆発物を多用するテロリストとして幕府にも追われているが、銀時と再会した後、幾つかのエピソードを経て、平和的な攘夷活動を試みるようになった。真選組からは目の敵にされているが、時として共闘することもある。ペットとしてエリザベスを飼っている。
高杉 晋助（たかすぎ しんすけ）
過激派攘夷集団・鬼兵隊の総督を務める、左目に眼帯を巻き派手な衣装を纏い煙管を咥えた男性。銀時らの攘夷戦争時代の盟友であったが、師の死をきっかけに師を奪ったこの世界を壊すことを誓う。

## 用語
登場する組織・集団などについては銀魂の登場人物一覧を参照。

### 地球関連
かぶき町
本作品の主舞台となる江戸の歓楽街。万事屋メンバーを始め、物語の登場人物などがこの街で活躍している。泥水次郎長率いる溝鼠組などの抵抗によって、他の江戸の街と違い完全に天人の支配下には置かれておらず、地球の人間たちが街の中心となっている。
当初はかぶき町四天王によって支えられていたが、そのうちの華陀の失脚および次郎長の引退後は、残ったお登勢や西郷らが中心となって取り仕切られることになった。
新宿に実在する歌舞伎町がモデル。
かぶき町四天王（かぶきちょうしてんのう）
お登勢・西郷特盛・華陀・泥水次郎長の四人を指す。四つの勢力が互いに睨み合い微妙な均衡を保っているとされ、新八曰く「かぶき町を支えている」ほどの驚異的な影響力を持っている。かぶき町四天王篇後は華陀の失脚と次郎長の隠居によりメンバーが交代。お登勢の代理に銀時、西郷の代理にあずみ、次郎長の代理に黒駒勝男、そして失脚した華陀の代わりに新四天王となったお妙を加えた4人が新たな四天王となっている。
万事屋銀ちゃん（よろずやぎんちゃん）
いわゆる金さえもらえば何でもやる「なんでも屋」。現在は銀時・新八・神楽・定春の三人と一匹で経営している。
スナックお登勢（スナックおとせ）
万事屋銀ちゃんの大家でありかぶき町四天王の一人であるお登勢が経営しているスナック。お酒と健全なエロが売り。従業員はお登勢の相棒にあたるキャサリンと機械（からくり）人形の「たま」しか居ないと思われがちだが、少なくとも原作では他にもいる。
かまっ娘倶楽部（かまっこくらぶ）
かぶき町四天王の一人である西郷特盛が経営しているオカマバー。従業員は勿論全員オカマ。店内でオカマを侮辱した発言をすると、西郷から厳しい鉄拳制裁が下る。西郷以外にも従業員の中に元攘夷志士が多数いるらしい（桂と銀時も働かされていたことがある）。海水浴に行ったとき「青ひげ海賊団」と呼ばれた（アニメ202話）。
溝鼠組（どぶねずみぐみ）
かぶき町四天王の一人である泥水次郎長が組長を務めるヤクザの組。
スナックすまいる
新八の姉・志村妙、おりょう、阿音や花子などが働くスナック。当初は小さな看板の店だったが、お妙や阿音の活躍によりかぶき町で一、二位を争う有名店になった。メニューにドンペリしか無いのが店の特徴。近藤勲や松平片栗虎、片栗虎に連れられて将軍・茂茂もよく来店している。別名「ぼったくりバー」。
高天原（たかまがはら）
江戸一番のホスト・本城狂死郎が経営するホストクラブ。
くの一カフェ（くのいちカフェ）
猿飛あやめの昼間のバイト先である喫茶店。ウェイトレスはくの一になり接客をする、いわゆるコスプレ系飲食店。あやめの他、脇薫など本業のくの一も従業員として雇われている。店長の風貌は赤影風である。
大江戸病院（おおえどびょういん）
登場人物たちが怪我や病気などをした際に主に利用される病院。長谷川泰三や銀時たちが入退院を繰り返すので、院長も銀時を覚えてしまったほど。婦長は口うるさい上、桂を一捻りするほどの強さを併せ持つ。看護婦の内野さんもここで働いている。無駄に何回も総回診が行われており、さらに悪徳医師抹殺のため猿飛あやめが潜入していたこともある。
天人（あまんと）
宇宙から突然江戸に飛来した宇宙人。「天人」とは特定の星の住人を現す言葉ではなく、異星人全般を表す言葉である。なお、知的生物でない宇宙生物は「えいりあん」と呼称する。最初のころは銀時や桂たち武士が抵抗していたが、現在は実質上、天人が江戸を支配している。容姿は、地球人と変わらない者から動物のような者、明らかに異形の者まで様々な人種がいる。主要登場人物の中では神楽やキャサリンなどが天人である。連載当初こそ様々な種族が登場していたが、作品が進むにつれ主要キャラクターやゲスト以外で登場することは稀になっている。
えいりあん
宇宙生物のうち、知的生命体ではない者の総称。時折地球に持ち込まれ、大暴れすることもある。
ゴッキブリ
第四十七訓で登場した宇宙生物。別名は肉食怪虫。
見た目は地球に生息するゴキブリと同じだが人間並みの大きさで、しかも雑食性のために人間をも襲う。また、殺されそうになると悲鳴を上げて仲間を呼ぶため絶対に殺してはいけない。
作中で登場したゴッキブリの群れは全て一匹の女王と呼ばれる雌から生まれた兄弟で、女王周辺に多数生息し、たとえゴッキブリを数匹駆除しても女王を倒さない限り際限なく増え続ける。
五郎
ゴッキブリの女王。惑星に巣食い、そこで大量の卵を産み落とし、そこから孵ったゴッキブリがあらゆる物を食い尽くして幾つもの惑星を滅ぼした。大きさは地球のゴキブリと同じ。
元々はハタ皇子が飼っていたペットで、上記の「五郎」という名前も彼によって付けられたものであり、背中に名前が書いてある。カゴから逃げ出し、地球のかぶき町にて騒動を引き起こした。ゴッキブリの群れから逃げるために押し入れの中に隠れていた銀時が偶然見つけたものの、背中の名前以外は普通のゴキブリと変わらないうえゴッキブリに関するニュースを見ていなかったために、何も知らない銀時にゴッキブリの群れの中に放り込まれ、その後はゴッキブリの死骸に紛れて逃げようとしたが、こたつで寛いでいた定春によって叩き殺された。
えいりあんばすたー
えいりあんの退治屋。神楽の父・星海坊主がえいりあんばすたーの一人である。星海坊主ほど有名になると、国家の精密機関などにも入り込めるらしい。
ターミナル
地球の政権を握った天人が開国の際に造った宇宙船発着のための基地。「龍脈（アルタナ）」と呼ばれる地球のエネルギーが湧き出る場所である「龍穴」のエネルギーで動いており、江戸中のエネルギーが集束するポイントにもなっているため、この龍脈をコントロールする施設としての役割も果たしている。元々の場所は阿音と百音が狛神2匹（定春と狛子）と共に龍穴を護るために住んでいた神社だったが、それを取り壊して建造された。
攘夷志士にテロの対象として狙われることが多く、桂も時限爆弾による破壊を目論んでいたほか、マムシの蛮蔵の残党がジャスタウェイを満載したトラックで突っ込む計画もあった。またテロではないが、ハタ皇子のペットだった寄生型えいりあんの暴走により侵食された際には、真選組や松平の攻撃によって大きく損壊した。地下のエネルギー制御施設を伍丸弐號こと林流山率いるからくりメイド集団に占拠されてしまったこともあり、その際の戦いでエネルギーが暴発しかけるもたまによって阻止された。
銀ノ魂篇ではアルタナ解放軍の砲撃によって大きく損壊し、さらには虚の計画により地球の龍脈を解放軍母船・天鳥船に向かって発射するための砲門として利用されそうになるも、地球の面々の前に阻止された。二年後の時点では再建されており、ターミナルから地球の龍脈を奪うために来訪した星芒教の一味および復活した虚との最終決戦の舞台となる。大量の龍脈を吸い上げられたことで決壊状態となり地球ごと暴発する寸前となるが、松陽の最期の活躍によって阻止され、またしても大きな損壊を被ったものの最終話では再び元の姿への回復を遂げている。
アニメの150話の嘘最終回にてターミナルの頂上が銀時と高杉の決闘場所となっていたが、奇しくも本編の最終決戦の舞台も同じくこの場所となった。
吉原桃源郷（よしわらとうげんきょう）
鳳仙が作った江戸の地下に存在する遊廓。「常夜の街」とも呼ばれており、住人のほとんどが遊女たちで占められている。夜兎族の王にして春雨の元幹部である鳳仙が治めており、月詠を頭とする遊女自警団・百華によって治安維持が行われている。以前は地上に存在していたが天人襲来時に一度壊滅させられており、売淫御法度に紛れここの利に目を付けた天人によって地下に復興させられた。この地下は元々幕府の艦船の造船所であり、天井はそのころの名残で現在でも開閉できるようになっている。本来ならばこのような街は違法なのだが、幕府中央暗部と春雨との深い関わりがあるため黙殺されている。公に出来ない悪政を育む温床にもなっており、ここでは地上（江戸）の常識は一切通用せず、一度ここに売られ暗部の秘密を知る遊女やここの掟を乱す者は二度と地上に戻ることなく酷使され、最終的に百華に始末させられる。鳳仙が倒された後、ここの統治は神威に任されたがそれ以来介入されずに放置され、事実上開放された状態となった。鳳仙の統治時代は彼の威名や百華の存在が他勢力の抑止力となっていたため、治安自体は非常に良かったが、鳳仙が倒されてからはそれまで彼の力を恐れていた攘夷志士たちによる強盗、非合法薬物の売買などが深刻な問題となっていたが、紅蜘蛛篇以降は沈静化している模様。
モデルは江戸時代に実在した吉原遊廓。
黒縄島（こくじょうとう）
獄門島と並び地獄と称される島。島全体が監獄となっており、古今東西の極悪人が収監され、出ていくものは死人のみと言われている。囚人の引き渡しは主に海上で行われる。ただし、近藤や松平は自分たちが島の監獄にいたことに桂から指摘されるまで気付いていなかった。
地下都市アキバ（ちかとしあきば）
オタクの聖地と呼ばれる江戸随一の機械街。迷路のような複雑に張り巡らされた路地であり、攘夷志士の潜伏先としてうってつけの場所である。黒縄島での騒動後、幕府に目をつけられていた万事屋が桂の計らい（？）により潜伏生活を送っていた。
原作第百三十七訓では『地下都市アキバNEO』という名称だった。
攘夷志士（じょういしし） / 攘夷浪士（じょういろうし）
国を救うために天人を排除しようとする攘夷活動に参加していた者。天人に支配されている幕府を倒すためにテロなどの過激な行動を取る者も少なくないため、穏健派も含めて真選組や見廻組の取り締まりの対象になっている。現在の攘夷志士は「攘夷党」「鬼兵隊」「萌える闘魂」「廻天党」「過激派」などの様々な組織に別れて活動している。
攘夷戦争（じょういせんそう）
天人の到来に伴う幕府の開国に伴って開始された20年間に渡り続いた戦争。当初は天人との関係悪化を恐れて攘夷志士たちを弾圧しようとする幕府軍と、天人に屈して開国した幕府を売国奴と蔑む攘夷志士たちとの間で行われた内戦だったが、戦いが長期化したことで天人が内乱鎮圧の協力の下内政にも干渉し出すようになった。吉田松陽は銀時を始めこの戦争による戦災孤児たちを引き取って教育を施していたが、その行動を良く思わない者たちの讒言により幕府により危険因子と見なされて捕縛されてしまう。銀時ら松陽の弟子たちは師を取り戻すために各地の鎮静化していた倒幕勢力と協力して攘夷運動を再興させるが、天導衆を始めとする天人の後ろ盾を得る幕府軍の前に敗北し、松陽も銀時自らの手で処刑させられることを余儀なくされる。 
攘夷四天王（じょういしてんのう）
攘夷戦争後期において反幕府軍の中でも中心的存在となって伝説的な活躍を見せた4人の攘夷志士たち。「白夜叉」坂田銀時・「狂乱の貴公子」桂小太郎・「鬼兵隊総督」高杉晋助・「桂浜の龍」坂本辰馬の4人を指す。戦争終結後は互いにそれぞれ別々の道を歩むが、烙陽決戦篇にて10年の時を経て再集結を果たす。
寛政の大獄（かんせいのたいごく）
攘夷戦争の最中に、当時の将軍であった徳川定々により天導衆主導のもと執り行われた大粛清。松陽を始めとする全国各地の攘夷活動家を処刑し、一時期攘夷運動を急速に衰退させた。
モデルは安政の大獄。
姉古原の戦い（あねこはらのたたかい）
攘夷戦争終結後に起こった内戦。この戦いで幕府軍を率いていた一橋斉冬が攘夷志士らに大敗し、以降一橋派は長らく権威から遠のいた時代が続いた。後にこの戦いに攘夷派として加わっていた者たちの半数は一橋派の恨みを買って一族郎党末端・女子供に至るまで粛清されたが、銀時をはじめ一部の者たちは10年前に先代池田夜右衛門によって秘密裏に取り逃がされた。逃がされた者たちは巧妙に素性を隠し、社会に溶け込んでいた。
松下村塾（しょうかそんじゅく）
吉田松陽が開いていた私塾。金を取らず、貧しい子供たちに手習いを教えていた。世間では幕政批判、国家転覆などあらぬ噂が流れ、銀時の台詞から何度も場所を転々としていた模様。
寛政の大獄の際、松陽が幕府に捕縛され、学舎も全焼した。
断食道場
とある尼僧（声 - 津田匠子）が開いている道場。食べ過ぎで太った神楽たちが痩せるために修行として入った。
この道場に入った者は、まず「太った醜い自分と決別する」ということで鏡に写った自分の姿に唾を吐く。次に本格的な修行として、一週間掃除や洗濯などの雑用を行い、その間食事は出さない代わりに全員にポテトチップスを一枚ずつ渡される。このポテトチップスは自分の分を食べてしまえば脱落だが、他人のポテトチップスを食べてはいけないというわけではないため、必然的に一週間のサバイバル戦となる。
厳しい試練に戦意を喪失、または飢えに負けて自分のポテトチップスを食べてしまい脱落した者が続出し、残った神楽、お妙、あやめ、お登勢、キャサリン、九兵衛との間で繰り広げられたポテチ争奪戦の末、互いに自分のポテトチップスに強力な下剤を仕込み、しかもお互いに全く同じ考えだと知らずにそれぞれ他のポテトチップスを食べた結果、下痢により急激に痩せ、初の達成者となった。
実は「断食により痩せる」というのは建前で、本当は修行料として金をまきあげ、修行と言って寺の掃除などの雑用をやらせ、しかも道場側の経費がポテトチップス5、6袋のみというただのインチキ商売。経営者の尼僧は、修行が過酷であるために達成する者は皆無と思っていたが、神楽ら6人が達成したことに驚いていた。

### 宇宙関連
傭兵三大部族
以下三種の宇宙最強種族と言われる天人の総称。現在は絶滅寸前と言われている。
夜兎族（やとぞく）
最強最悪と言われる傭兵民族。戦いを好む種族で、数多の星を潰してきたと云われる。幾多の戦いでの犠牲および今では廃れている「親殺し」という独特の風習により、現在は絶滅寸前に陥っている。
夜兎族だけが住んでいた星「徨安」はその戦いぶりを恐れられ、かつて宇宙で起こった大戦により滅ぼされたことが判明した。それにより、生き残った者もいろんなところから嫌われ身を隠すように暮らしたり春雨のような裏社会に身をおいて「日陰者」として生きている模様。
外見は地球人に近いが、透き通るような肌と怪力、そして傷の治りの早さ（骨折などは例外で体の一部を欠損した場合もやはり元には戻らない）が特徴で、200年ほど前は現在最強と謳われていた鳳仙と同等の強さを持つ者たちが大勢いたとされるが、時代が経つにつれ純血の夜兎は少なくなっており、世代を重ねる毎に混血が増え、強さも衰えているらしい。また多くは中華服を身につけており、日傘と共に夜兎族のトレードマークとなっている。日光に極端に弱く、普段は苦手とする日光を防ぐため常に銃器の仕込まれた番傘風の日傘を持ち歩いている（個人によっては包帯のような日除けの布も顔に巻いている者もいれば、陸奥のように編笠を被っている者もいる）。
日の光に対する耐性は普段の生活による個人差があり、神楽は日頃から外出しているためか、日差しが弱い時間帯であれば傘を差さないでいても平気であるが、「夜王」鳳仙は日光を嫌い長年地下に閉じこもっていたこともあり、日差しに晒された折、全身が変色しひび割れて皮膚が砕け絶命している。星海坊主曰く故郷の星は「一年中雨が降るような陰鬱なところ」らしい。傭兵部族という性質上、戦闘で体を欠損することも多いため、義手や義足などの技術が発達している（星海坊主は息子である神威に襲われた際、阿伏兎も吉原炎上篇にて鳳仙と神威の交戦を止めた際に、両者共に左腕を落とされてしまい義手を着けている）。後に星海坊主は虚との戦いで右腕も失い、現在は両方とも義手である。
戦闘の際は武器にもなる銃が仕込まれ、弾丸さえも防ぐ頑丈な番傘と驚異的な身体の能力を駆使して戦う。高い身体能力を持つため、エネルギーの消費量も尋常ではない。それゆえ、消耗したエネルギーを補給するため一族全員が大食いである（その中でも神楽と神威は特に群を抜いている）。登場人物の中では神楽、星海坊主、神威、阿伏兎、云業（吉原炎上篇で死亡）、鳳仙（吉原炎上篇で死亡）、陸奥、江華（既に故人）、孫老師がこの種族である。
辰羅族（しんらぞく）
外見は地球人に近いが、エルフのように尖った長い耳と白毫を持つ天人。春雨第四師団所属や解放軍傭兵部隊所属の辰羅族の服装は、マントを羽織り、頭にターバンを被り、腕や口に布を巻いている。単騎での力押しを得意とする夜兎族や荼吉尼族とは異なり、隠密性に長け集団戦を得意とする。辰羅の本当の恐ろしさは一人が自らの命を犠牲にしても確実に敵の足止めを行い、その間に他の者が敵に確実にダメージを与えるというように、全体の勝利のためには各自が捨て駒になることさえも厭わない戦い方である（しかし夜兎の神威に言わせると、単独では夜兎に到底及ばないただの雑魚の集まり）。華陀と蒼達がこの種族である。
荼吉尼族（だきにぞく）
鬼のような姿をした種族。本来見た目通り好戦的で残虐性のある種族だが、屁怒絽一家のように温厚な者も中にはいる。熱い湯が苦手で入浴は水浴びしか行わず、ローションに触れると皮膚が焼け爛れてしまう。生えている角には様々な生え方があるが、角には「荼吉尼にとって角は命の次に大事なものであり、一本は荼吉尼の誇り、もう一本は荼吉尼の魂の象徴とされ、角を傷つけられることはそれらを汚されることと同じ」という文化があるらしい。屁怒絽とその家族、鬼獅子、王蓋がこの種族である。
央国星（おうこくせい）
ハタ皇子が皇子を務めている星。額からチダンネクスコ（略してチンコ）と呼ばれる触角が生えており、その大きさ（長さ）は美醜や貴賤を表すものとされる。なお、チダンネクスコは千切れてもしばらくすれば再生する。
烙陽（らくよう）
かつての大戦により破壊しつくされた巨大な惑星。住民たちは星を追われたならず者や隠者ばかりであり、かつて星海坊主たち一家が暮らしていた。神楽と神威の母親である江華の墓がある。
RYO-II（リョウツー）
かつてマルコメ族がアンデラス戦役において猩猩星を迎撃する際、猩猩星が猿のような姿見であるのを勘案し、敵味方入り乱れでも使用できるよう改良されたウイルス。
感染した者は眉毛が繋がり、誰彼構わず襲いかかるようになり、また新台入替のパチンコ屋や競馬場、賭博、床屋で角刈りなど、性格がダメなオッサンに変貌してしまう。本来は毛深い者にだけ感染するが、感染者が直接触れることで毛深く無い者も感染してしまう。これらの感染者は、見た目が眉毛の繋がったゾンビのような姿から、桂に「マユゾン」と命名された。なお、元からダメなオッサンである銀時は感染しなかった。
亀有防衛軍と名乗る攘夷志士が事故に見せかけてウイルスをばら撒いたことによってマユゾン騒動が発生、残った新八、神楽、あやめもなす統べなく感染したが、上述の通り感染しなかった銀時が幕府の開発したワクチン『B-超5963（ぶちょうごくろうさん）』を搭載したからくり大筒『莫迦門（ばかもん）』を大空に向けて発射することでウイルスを撃退、人々を救った。
徨安（こうあん）
かつての夜兎族の母星。かつての大戦時に惑星連合の総攻撃を受け、多くの夜兎と共に滅んだとされる。しかし破壊し尽された大地からはアルタナが噴出し、アルタナの影響で突然変異した生物たちの巣となり果てた。中でも星の中枢に根を張りアルタナを食らい尽したことで地表のどこへでも108本の首を伸ばして近づく者を排除し、「徨安のヌシ」と呼ばれた惑星寄生種「オロチ」により、徨安は「死の星」とされていた。
江華はアルタナによる突然変異によりこの星で恒久の時を生き永らえてきた不死者であったが、星海坊主と共に生きることを決意しこの星を離れて烙陽に移り住んだことにより、徨安のアルタナの供給が途絶えて命を落とした。
アルタナ
天人が発見した新種のエネルギー資源。「大地を巡るエネルギーの奔流」「星の生命力」と言われる。地球では「龍脈」と呼ばれ、現在のターミナルもこれを動力源としている。
アルタナが発見されてから実用的エネルギーに変換できる発明が成され、惑星間の長距離移動や惑星をも破壊する破壊兵器の開発などが行われるようになり、宇宙は飛躍的な発展を遂げたとされる。ゆえにアルタナを保有する者は多大な利権を握ることが出来たが、アルタナを巡る幾多の争いの末にその危険性を危惧した諸国は他国のアルタナを不可侵とする協定を締結し、「穴」と呼ばれるアルタナの門を管理するために「アルタナ保全協会」（後の天導衆）を組織した。
このエネルギーは生命の理に何らかの影響を及ぼす作用があり、「ある星の穴の上にあった森が常軌を逸するほどの巨大な森となった」「ある星の穴の上にある泉の水を浴びた者の病が治った」というケースもある。その力が人間の形として現れたのが地球の天照院奈落の始祖・虚（＝吉田松陽）である。彼がどのようにしてアルタナの力を得たかは明らかになっていないものの、その力は例え首を飛ばされても新たな首が再生するなど人知を超えた影響を及ぼしている。しかし厳密には不老不死ではなく、アルタナによって尋常ならざる回復力と老化の遅さを獲得しているに過ぎない。また、星海坊主の妻であり神威・神楽の母である江華も徨安という星のアルタナの影響を受けた人物であることが判明しているため、知られていないだけでこの現象は地球のアルタナに限ったものではない模様。

### アイテム
ジャスタウェイ
初出はマムシの蛮蔵の工場で生産されていた強力な爆弾。円柱に2本の棒の手が付いていて、上部の半球型の突起物に目・口が描かれただけというシンプルな外見で、死んだ魚のような目をしている。銀時は記憶を失っている間、このジャスタウェイを生産する工場で「次期工場長」と期待されるほどの働き振りを見せていた。胴体部分の色は橙色。山崎曰く「コレ見てると労働意欲が失せる」。
工場長（蛮蔵）によると、ジャスタウェイはジャスタウェイ以外の何物でもなく、それ以上でもそれ以下でもないらしい。
キャラクター人気投票で19位を獲得するほどの人気を得ており、貯金箱やストラップなどのグッズが作られている。これを境に頻繁に登場する。また、ゲームでは全ての作品に登場している。
アニメでは万事屋に色違いのものが置いてある場面が何度かある。また、表情が豊かで登場シーンによっては笑っていたり涙を流していたりする。
爆弾以外に料理具材や銀時の目覚まし時計（予想を上回るとんでもない動きをする）、からくり家政婦の体内パーツなどに登場。あの外見をした謎の物体として、いたるところにさりげなく登場する。
アニメのシリーズ構成を第三期まで担当していた脚本家の大和屋暁は同名の競走馬を保有しており、2013年の天皇賞（秋）と2014年のドバイデューティーフリー、同年の安田記念（いずれもGI）などを制している。総獲得賞金は9億939万8000円。2014年の有馬記念を最後に引退し、2015年からは種牡馬となっている。
ネオアームストロングサイクロンジェットアームストロング砲
万事屋が「第一回チキチキかぶき町雪祭り」で雪像として製作していた卑猥な形の大砲。最終的には翼と滑り台が付いた。見た目が男性器のような形をしているが、長谷川・桂・さっちゃん・お妙によると実在するものらしい。アニメ第46話の提供ベースのバックに視聴者が作ったこれの雪像の写真が公開されていた。アニメ第57話ではジャスタンクの武装として登場した。また銀ノ魂篇では源外が開発したこの兵器と似たデザインをした、機械にナノマシンウイルスを感染させて回路を破壊しその機能を停止させるウイルス兵器「ネオアームストロングサイクロンジェットアームストロング源外砲」が投入された。
紅桜（べにざくら）
村田兄妹の父・村田仁鉄の打った名刀。関わる者が次々と凶事に遭う妖刀でもある。名前の由来は「月明かりに照らすと刀身が淡い紅色を帯び、夜桜のように妖しくも美しい」ことから。
仁鉄の死後、鉄矢が高杉と手を組み機械技術を研究し、その技術を刀と融合させ「対戦艦用機械機動兵器（たいせんかんようからくりきどうへいき）」に造り変えた。「電魄（でんぱく）」と呼ばれる人工知能を有し、使用者に寄生することでその体をも操るばかりでなく、戦闘の経緯をデータ化し、学習を積むことでその能力を向上させていく。さらに使い慣らせば一振りで戦艦十隻もの戦闘力に匹敵する。作中では似蔵の右腕と融合し、攘夷党の戦艦を次々と斬って撃沈させた。銀時と似蔵の決着と同時に消滅し、他に開発・量産されていたものも桂の手によって全て破壊された。
全自動卵かけご飯製造機
源外の開発した機械。見た目は、人間が入れる大きさの転移装置2台にガラス台が付いたもの。
片方の転移装置に卵を、もう片方にしょう油を、そして真ん中のガラス台にご飯を入れることで、それぞれ卵黄と適度なしょう油が真ん中のガラス台にあるご飯に転移し、卵かけご飯を作ることが出来る。また、本来の使い方とは別に、人間の魂をも入れ替わることが可能であり、もう一度転移装置に入れることで元に戻すことも可能。
学会に発表するためトラックに積まれていたが、トラックが銀時と土方に追突した際に荷台から転がり出た衝撃で転移装置が誤作動し、銀時と土方の魂を入れ替えてしまった。その後事情を察したたまに連れられた二人の魂を戻そうと試みたが、最初の入れ替わりの際に銀時の魂が土方の魂に追突した衝撃で半分に別れてしまったことが原因で魂を元に戻すことが出来ず、その後銀時と土方の身に起きたことを知ってもらうべく源外によって万屋と真撰組の主要メンバーの魂が入れ替わり、紆余曲折を経て全員の魂を元に戻したが、銀時と土方以外はウンコまみれだったことが原因でウンコに顔と手足が付いた姿になってしまった。
結晶石
烙陽決戦篇で登場した、惑星のアルタナ（地球では龍脈とも）の結晶。アルタナの噴出口で稀に産出される。
元々は虚同様惑星のアルタナによる不死者であった妻の江華を延命させるために、星海坊主が彼女の母星である徨安で掻き集めていた。その後虚との交戦の際に星海坊主が使用する。星海坊主曰く地球のアルタナがある限り不死である虚にとって異星のアルタナを体内でバラまかれるのは「ガソリン車に軽油をぶちまけるようなもの、廃車決定」であり、事実この結晶石を心臓ごと握りつぶされた虚の肉体は二度と蘇生することはなかった。
天鳥船（アメノトリフネ）
アルタナ解放軍の母船。惑星をも消滅させる威力を有する破壊兵器・火之迦具土神（ヒノカグツチ）を搭載している。

## スピンオフ作品
3年Z組銀八先生（さんねんズィーぐみ ぎんぱちせんせい）
『赤マルジャンプ』で2回掲載された『3年B組金八先生』のパロディ。銀時扮する「銀八先生」が眼鏡、白衣、咥えタバコで教卓に上がるも、どうでもいい話しかしない。アニメでは咥えているのはタバコではなくれろれろキャンディー（ぺろぺろキャンディー）。銀八によると、高速でペロペロしているから煙が出ているらしい。生徒は銀魂の主要登場人物（新八、神楽、お妙、近藤、土方、沖田、桂、長谷川など）。
後に銀八先生単体で大崎知仁によってノベライズされ、単行本7冊が発売されている（小説の項を参照）。また『ジャンプスクエア』でも創刊号から2008年5月号まで小説が連載された。アニメDVDシーズン其ノ壱1巻限定版などに付いてきたドラマCDにもオリジナルの話が収録されている。
アニメでは不定期で「教えて!銀八先生」として銀八が銀魂本編に関する視聴者からの質問に答えるコーナーがある。また、第4期EDで劇中の風景が写真という形で登場し、第16期EDにも卒業式の様子を写す形で登場。
2023年3月19日、両国国技館で行われた銀魂祭りにてアニメ化が発表された。
金魂（きんたま）
本作品のセルフパロディ。原作5巻にあらすじなどが収録されていたのみであったが、「銀魂 あにめガヤガヤ箱」で他の主要キャラクターの状況なども描かれ、アニメでは151 - 154話のアバンタイトルにショートアニメとして放送された。

## 書誌情報

### 単行本
| 巻数   | サブタイトル                                                      | 発売日         | ISBN              |
| ------ | ----------------------------------------------------------------- | -------------- | ----------------- |
| 一     | 天然パーマに悪い奴はいない                                        | 2004年4月2日   | 4-08-873623-0     |
| 二     | 粘り強さとしつこさは紙一重                                        | 2004年7月2日   | 4-08-873632-X     |
| 三     | 考えたら人生ってオッサンになってからのほうが長いじゃねーか! 恐っ! | 2004年9月3日   | 4-08-873653-2     |
| 四     | 親子ってのは嫌なとこばかり似るもんだ                              | 2004年11月4日  | 4-08-873672-9     |
| 五     | ベルトコンベアには気を付けろ                                      | 2004年12月27日 | 4-08-873697-4     |
| 六     | 刀じゃ斬れないものがある                                          | 2005年3月4日   | 4-08-873781-4     |
| 七     | どうでもいいことに限ってなかなか忘れない                          | 2005年5月2日   | 4-08-873806-3     |
| 八     | 娘の彼氏はとりあえず殴っとけ                                      | 2005年8月4日   | 4-08-873844-6     |
| 九     | キャバクラ遊びは20歳になってから                                  | 2005年10月4日  | 4-08-873864-0     |
| 十     | 一寸の虫にも五分の魂                                              | 2005年12月2日  | 4-08-873886-1     |
| 十一   | 陽はまた昇る                                                      | 2006年2月3日   | 4-08-874017-3     |
| 十二   | 急がば回れ                                                        | 2006年4月4日   | 4-08-874040-8     |
| 十三   | 昨日の敵は今日もなんやかんやで敵                                  | 2006年7月4日   | 4-08-874130-7     |
| 十四   | 四人揃えばいろんな知恵                                            | 2006年9月4日   | 4-08-874252-4     |
| 十五   | 女の一番の化粧は笑顔                                              | 2006年11月2日  | 4-08-874274-5     |
| 十六   | 私と仕事どっちが大事なのとかいう女にはジャーマンスープレックス    | 2006年12月27日 | 4-08-874294-X     |
| 十七   | ゲームは一日一時間                                                | 2007年3月2日   | 978-4-08-874327-1 |
| 十八   | 男達よマダオであれ                                                | 2007年5月2日   | 978-4-08-874354-7 |
| 十九   | 策士 策に溺れる                                                   | 2007年8月3日   | 978-4-08-874399-8 |
| 二十   | 夏休みは始まる前が一番楽しい                                      | 2007年10月4日  | 978-4-08-874424-7 |
| 二十一 | 腰は曲がってもまっすぐに                                          | 2007年12月4日  | 978-4-08-874445-2 |
| 二十二 | いつも心に一本のドライバー                                        | 2008年2月4日   | 978-4-08-874475-9 |
| 二十三 | 旅行先ではだいたいケンカする                                      | 2008年4月4日   | 978-4-08-874496-4 |
| 二十四 | 会ってもわからないこともある                                      | 2008年7月4日   | 978-4-08-874524-4 |
| 二十五 | 見開きを使うとジャンプっぽい                                      | 2008年9月4日   | 978-4-08-874564-0 |
| 二十六 | 昼間に飲む酒は一味違う                                            | 2008年12月4日  | 978-4-08-874591-6 |
| 二十七 | 天は人の上に人をつくらず髷をつくりました                          | 2009年2月4日   | 978-4-08-874629-6 |
| 二十八 | 屋台に入るには微妙に勇気がいる                                    | 2009年4月3日   | 978-4-08-874650-0 |
| 二十九 | 夜の蜘蛛は縁起が悪い                                              | 2009年7月3日   | 978-4-08-874699-9 |
| 三十   | 乳輪のデカさと人間のデカさは比例する                              | 2009年9月4日   | 978-4-08-874728-6 |
| 三十一 | 人気投票なんて糞食らえ                                            | 2009年11月4日  | 978-4-08-874749-1 |
| 三十二 | かぶき町野良猫ブルース                                            | 2010年1月4日   | 978-4-08-874785-9 |
| 三十三 | ソンナ強ク美シイモノニ私ハナリタイ                                | 2010年4月2日   | 978-4-08-870021-2 |
| 三十四 | 無法の街に集うはキャッホーな奴ばかり                              | 2010年4月30日  | 978-4-08-870047-2 |
| 三十五 | お控えなすって!!                                                  | 2010年8月4日   | 978-4-08-870086-1 |
| 三十六 | 寿限無                                                            | 2010年10月4日  | 978-4-08-870111-0 |
| 三十七 | 夏休みあけは皆ちょっと大人に見える                                | 2010年12月3日  | 978-4-08-870145-5 |
| 三十八 | おっさんの家庭事情は大分ハード                                    | 2011年2月4日   | 978-4-08-870176-9 |
| 三十九 | 忘年会でも忘れちゃいけないものがある                              | 2011年4月4日   | 978-4-08-870208-7 |
| 四十   | 渡る世間は愛ばかり                                                | 2011年7月4日   | 978-4-08-870237-7 |
| 四十一 | さよなライオンなんか言わせない                                    | 2011年9月2日   | 978-4-08-870283-4 |
| 四十二 | バラガキからの手紙                                                | 2011年11月4日  | 978-4-08-870303-9 |
| 四十三 | ストレートパーマに悪い奴はいない                                  | 2012年2月3日   | 978-4-08-870360-2 |
| 四十四 | 傾城逆転                                                          | 2012年4月4日   | 978-4-08-870387-9 |
| 四十五 | 心中立て                                                          | 2012年7月4日   | 978-4-08-870428-9 |
| 四十六 | ビームという響きはあらゆる者のハートを射抜く                      | 2012年10月4日  | 978-4-08-870496-8 |
| 四十七 | 担当編集は一人で足りる                                            | 2012年12月4日  | 978-4-08-870532-3 |
| 四十八 | ハートに火をつけて                                                | 2013年2月4日   | 978-4-08-870615-3 |
| 四十九 | 一杯のラーメン                                                    | 2013年5月2日   | 978-4-08-870647-4 |
| 五十   | 9＋1＝柳生十兵衛                                                  | 2013年7月4日   | 978-4-08-870682-5 |
| 五十一 | アイドルの勲章                                                    | 2013年9月4日   | 978-4-08-870802-7 |
| 五十二 | 朝と夜の死神                                                      | 2013年12月4日  | 978-4-08-870834-8 |
| 五十三 | さらば死神                                                        | 2014年2月4日   | 978-4-08-880006-6 |
| 五十四 | バッグは常に5千万入るようにあけておけ                             | 2014年5月2日   | 978-4-08-880041-7 |
| 五十五 | 春も冬も                                                          | 2014年7月4日   | 978-4-08-880135-3 |
| 五十六 | 光と影の将軍                                                      | 2014年10月3日  | 978-4-08-880172-8 |
| 五十七 | 万事を護る者達                                                    | 2015年1月5日   | 978-4-08-880209-1 |
| 五十八 | さらばダチ公                                                      | 2015年4月3日   | 978-4-08-880328-9 |
| 五十九 | 3杯の盃                                                           | 2015年6月4日   | 978-4-08-880364-7 |
| 六十   | 真の道                                                            | 2015年8月4日   | 978-4-08-880445-3 |
| 六十一 | さらば真選組                                                      | 2015年11月4日  | 978-4-08-880498-9 |
| 六十二 | あの頃の悪ガキ                                                    | 2016年1月4日   | 978-4-08-880579-5 |
| 六十三 | まんじゅうと朝飯                                                  | 2016年3月4日   | 978-4-08-880624-2 |
| 六十四 | 旧き友と今の友                                                    | 2016年5月2日   | 978-4-08-880668-6 |
| 六十五 | 兄妹                                                              | 2016年8月4日   | 978-4-08-880748-5 |
| 六十六 | 天然パーマはグニャグニャ曲がっても戻ってくる                      | 2016年11月4日  | 978-4-08-880803-1 |
| 六十七 | ハチマキ巻いたら受験生に見える                                    | 2016年12月31日 | 978-4-08-880884-0 |
| 六十八 | 次男坊は忘れられがち                                              | 2017年4月4日   | 978-4-08-881046-1 |
| 六十九 | 昔の武勇伝は自分で話すと嫌われるので他人に話させろ                | 2017年7月4日   | 978-4-08-881187-1 |
| 七十   | 悪事をはたらきながら善事をはたらくいきもの                        | 2017年10月4日  | 978-4-08-881207-6 |
| 七十一 | おもしろきこともなき世をおもしろく                                | 2017年12月4日  | 978-4-08-881226-7 |
| 七十二 | 手を借りるのは肉球のある獣にしておけ                              | 2018年3月2日   | 978-4-08-881357-8 |
| 七十三 | 命の灯                                                            | 2018年6月4日   | 978-4-08-881497-1 |
| 七十四 | あばよ                                                            | 2018年8月3日   | 978-4-08-881537-4 |
| 七十五 | 救い                                                              | 2018年10月4日  | 978-4-08-881588-6 |
| 七十六 | あの日常                                                          | 2019年1月4日   | 978-4-08-881713-2 |
| 七十七 | 天然パーマにロクな奴はいない                                      | 2019年8月2日   | 978-4-08-881720-0 |

### 小説
- 空知英秋（原作） / 大崎知仁（著）、集英社〈ジャンプ ジェイ ブックス〉
  - 『3年Z組銀八先生』2006年2月3日発売[98]、ISBN 4-08-703164-0
  - 『3年Z組銀八先生2〜修学旅行だよ!全員集合!!』2007年7月20日発売[99]、ISBN 978-4-08-703181-2
  - 『3年Z組銀八先生3〜生徒相談室へ行こう』2008年7月4日発売[100]、ISBN 978-4-08-703193-5
  - 『3年Z組銀八先生4〜あんなことこんなことあったでしょーがァァ!!』2009年4月3日発売[101]、ISBN 978-4-08-703201-7
  - 『帰ってきた3年Z組銀八先生リターンズ 冷血硬派高杉くん』2011年4月4日発売[102]、ISBN 978-4-08-703243-7
  - 『帰ってきた3年Z組銀八先生フェニックス ファンキーモンキーティーチャーズ』2012年10月4日発売[103]、ISBN 978-4-08-703277-2
  - 『帰って来た3年Z組銀八先生フォーエバー さらば愛しき3Zたちよ』 2013年9月4日発売[104]、ISBN 978-4-08-703299-4
  - 『帰ってきた3年Z組銀八先生もっとリターンズ 冷血硬派高杉くん』2018年6月4日発売[105]、ISBN 978-4-08-703451-6
  - 『3年Z組銀八先生 すぺしゃる それゆけ大球技大会』2024年12月4日発売[106]、ISBN 978-4-08-703551-3

#### アニメ映画ノベライズ
- 空知英秋（原作） / 大崎知仁（著） 『劇場版銀魂完結篇 万事屋よ永遠なれ』 集英社〈ジャンプ ジェイ ブックス〉、2013年7月8日発売[107]、ISBN 978-4-08-703294-9
- 空知英秋（原作） / 宮本深礼（著） 『映画ノベライズ 銀魂 THE FINAL』 集英社〈ジャンプ ジェイ ブックス〉、2021年1月8日発売[108]、ISBN 978-4-08-703506-3

#### 実写映画ノベライズ
- 空知英秋（原作） / 福田雄一（脚本） / 田中創（小説）、集英社〈ジャンプ ジェイ ブックス〉
  - 『映画ノベライズ 銀魂』 2017年7月14日発売[109]、ISBN 978-4-08-703422-6
  - 『映画ノベライズ 銀魂2 掟は破るためにこそある』 2018年8月20日発売[110]、ISBN 978-4-08-703460-8
- 空知英秋（原作） / 福田雄一（脚本） / 田中創（小説）、集英社〈集英社みらい文庫〉
  - 『銀魂 映画ノベライズ みらい文庫版』 2017年7月14日発売[111]、ISBN 978-4-08-321380-9
  - 『銀魂2 掟は破るためにこそある 映画ノベライズ みらい文庫版』 2018年8月20日発売[112]、ISBN 978-4-08-321457-8

### 関連書籍
特記のない限り、全て著者は空知英秋、発行は集英社（レーベル：ジャンプ・コミックス）。

#### キャラクターブック
- 『銀魂公式キャラクターブック 銀ちゃんねる！』2006年4月4日発売[113]、ISBN 4-08-874086-6
  - アニメ化を記念して製作されたファンブック。
- 『銀魂公式キャラクターブック 銀魂五年生』2009年5月1日発売[114]、ISBN 978-4-08-874805-4
  - 連載5周年&アニメ放映4年目を記念して製作されるキャラブック第二弾。
- 『銀魂キャラクターズブック』〈ジャンプコミックス セレクション〉 - 銀魂初のビジュアルキャラブック。
  - 「VOL.1」2010年6月4日発売[115]、ISBN 978-4-83-421714-8
  - 「VOL.2」2010年7月2日発売[116]、ISBN 978-4-83-421715-5
  - 「VOL.3」2010年8月4日発売[117]、ISBN 978-4-83-421716-2
  - 「凸本」2013年5月2日発売[118]、ISBN 978-4-83-421717-9
  - 「凹本」2013年6月4日発売[119]、ISBN 978-4-83-421718-6

#### アニメコミックス
- 『銀魂 アニメコミックス 〜何事も最初が肝心なので多少背伸びするくらいが丁度良い〜』2006年5月2日発売[120]、ISBN 4-08-874087-4
  - ジャンプフェスタ・アニメツアー2005などで放映された同名のアニメ作品を収録したJF・AT版アニメコミックス。
- 『銀魂 アニメコミックス 劇場版銀魂 新訳紅桜篇』2011年5月2日発売[121]、ISBN 978-4-08-874860-3
  - 『版 銀魂 新訳紅桜篇』のアニメコミックス。
- 『銀魂 アニメコミックス 空知英秋SELECTION 頭「空っぽ」にして楽しめ！ 空篇』2011年10月4日発売[122]、ISBN 978-4-08-870307-7
  - 空知によるテレビ版の傑作選アニメコミックス第一弾。
- 『銀魂 アニメコミックス 空知英秋SELECTION いろんな捻った「知的」ギャグ! 知篇』2011年12月2日発売[123]、ISBN 978-4-08-870355-8
  - 空知によるテレビ版の傑作選アニメコミックス第二弾。
- 『劇場版銀魂 完結篇 万事屋よ永遠なれ 空知英秋ネーム本&そこから起こしたアニメコミックス』2014年12月4日発売[124]、ISBN 978-4-08-792502-9
  - 『劇場版 銀魂 完結篇 万事屋よ永遠なれ』のアニメコミックスと、劇場版用に描き下ろされた空知ネーム全305ページを収録した、2冊のセット。
- 『銀魂 THE FINAL アニメコミックス』 ホーム社〈集英社ホームコミックス〉、2021年9月3日発売[125]、ISBN 978-4-8342-3306-3

#### オフィシャルアニメーションガイド
- 『オフィシャルアニメーションガイド 銀魂あにめガヤガヤ箱』2008年4月4日発売、ISBN 978-4-08-874806-1
  - アニメのオフィシャルブック第一弾。
- 『オフィシャルアニメーションガイド 銀魂あにめパラパラ館』2011年4月5日発売[126]、ISBN 978-4-08-782372-1
  - アニメのオフィシャルブック第二弾。
- 『オフィシャルアニメーションガイド 銀魂あにめサンサン録』2013年7月4日発売[127]、ISBN 978-4-08-870873-7
  - アニメのオフィシャルブック第三弾。
- 『オフィシャルアニメーションガイド 銀魂あにめイロイロ生』2016年5月2日発売[128]、ISBN 978-4-08-880721-8
  - アニメのオフィシャルブック第四弾。

#### その他
- 『銀魂総集編たまはじめ』 〈集英社マンガ総集編シリーズ〉、2009年11月28日発売[129]、ISBN 978-4-08-111017-9
  - 銀魂初の総集編。
- 『劇場版銀魂新訳紅桜篇 MOVIE GUIDE』2010年4月16日発売[130]
  - 『劇場版 銀魂 新訳紅桜篇』の映画解説本。
- 『銀魂くんのあゆみ』2014年10月3日発売[131]、ISBN 978-4-08-880245-9
  - 連載10周年突破記念として発売された『銀魂』公式ガイドブック。10年間の主要エピソードを年単位で振り返ったり、50人以上の主要キャラやストーリー秘話を空知自身がコメントしている。また歴代担当のコメントもある。
- 『映画 銀魂 SILVER MEMORIES ビジュアルブック』 〈愛蔵版コミックス〉、2017年7月14日発売[132]、ISBN 978-4-08-792519-7
  - 実写映画のビジュアルブック。
- 『映画 銀魂2 掟は破るためにこそある SILVER MEMORIES ビジュアルブック』〈愛蔵版コミックス〉、2018年8月17日発売[133]、ISBN 978-4-08-792526-5
  - 実写映画2作目のビジュアルブック。
- 『広侍苑』2019年8月2日発売[134]、ISBN 978-4-08-882037-8
  - 原作完結記念として発売される『銀魂』公式ガイドブック第二弾。

## コミックスのコーナー

### 読者とふれ合う質問コーナー
単行本のおまけページに掲載されている4巻から始まった読者からの質問に作者が答えていくコーナー。
本編では語られていない作中のキャラクターや世界観の設定などが明らかにされ人気のあるコーナーである。また、銀魂とは全く関係のない悩みや質問もくる。なお質問は、はがきの方が選ばれやすいようである。
アニメ銀魂の本編開始前や終了後、時間があるときに放送されるほとんどの質問やショートアニメはこのおまけページから抜き出している。
質問コーナー以外にも7巻から天人募集、15巻からイラストコーナーが始まっている。
6巻では初期設定が掲載されている。
赤マルジャンプ、ジャンプスクエアなどで載ったインタビューも掲載されている（19巻、24巻、25巻、50巻）。

### 人気投票
週刊少年ジャンプ内での読者応募企画。キャラクターの人気投票が今まで5回行われており、結果は9巻、31巻、40巻、65巻、71巻に掲載されている。4回とも1位は坂田銀時。志村新八は4回目までは8位だったが、5回目では7位となった。
「好きなセリフ」人気投票の結果発表が26巻で、第1回WJ表紙登場権争奪オールキャラ総選挙（本誌表紙における銀時の隣を決める選挙であったため、銀時は不参加）の結果が55巻に掲載されている。

## メディアミックス

### アニメ

#### テレビアニメ
- 2006年4月4日から2010年3月25日までテレビ東京系で『銀魂』（第1期）を放送。
- 2010年4月5日から2011年3月28日まで特選番組『よりぬき銀魂さん』を放送。
- 2011年4月4日から2012年3月26日まで『銀魂'』（第2期）を放送。
- 2012年10月4日から2013年3月28日まで『銀魂'延長戦』（第2期延長戦）を放送。2012年10月25日までのタイトルの表記は『金魂』（きんたま）となり、公式サイトでの表記も変更された。
- 2015年4月8日から2016年3月30日まで『銀魂゜』（第3期）を放送。
- 2017年1月9日から3月27日まで『銀魂. 烙陽決戦篇』（第4期）を放送。
- 2017年4月3日から7月3日まで『よりぬけ!銀魂さん 過去回想篇』を放送。
- 2017年10月2日から12月25日まで『銀魂. ポロリ篇』（第4期）を放送。
- 2018年1月8日から3月26日まで『銀魂. 銀ノ魂篇』（第4期）の『前半戦』を放送。
- 2018年7月9日から10月8日まで『銀魂. 銀ノ魂篇』（第4期）の『後半戦』を放送。
- 2025年に『3年Z組銀八先生』（スピンオフ）が放送予定。

#### 映画
- 2010年4月24日、アニメーション映画『劇場版 銀魂 新訳紅桜篇』が公開。
- 2013年7月6日、完全オリジナルとなるアニメーション映画『劇場版 銀魂 完結篇 万事屋よ永遠なれ』が公開。
- 2021年1月8日、原作のラストが描かれたアニメーション映画『銀魂 THE FINAL』が公開。

### 実写

#### 映画
- 2017年7月14日に実写映画『銀魂』が公開。
- 2018年8月17日に『銀魂2 掟は破るためにこそある』のタイトルで、第2弾が公開。

#### Web配信ドラマ
- 映画と同一のキャスト・スタッフにより、オリジナルドラマ『銀魂 -ミツバ篇-』が製作され、「dTV」で2017年7月15日より全3話（全話一挙配信）で配信された。後に「銀魂2 掟は破るためにこそある」公開記念として、テレビ東京で2018年8月25日深夜27時15分から28時15分に地上波初放送された。
- 2018年8月18日からは『銀魂2 -世にも奇妙な銀魂ちゃん-』のタイトルで第2弾が配信された。

### ゲーム
『週刊少年ジャンプ』誌上で、キャラクターの台詞などゲーム中に登場する設定を募集することがある。

#### 単独作品
- ニンテンドーDS専用ソフト
  - 銀魂でぃ〜えす・万事屋大騒動! - 2006年9月21日発売[145]（バンダイナムコゲームス）
  - 銀魂 銀時vs土方!? かぶき町銀玉大争奪戦!! - 2006年12月14日発売[146]（バンプレスト）
  - 銀魂 銀玉くえすと 銀さんが転職したり世界を救ったり - 2007年12月6日発売[147]（バンプレスト）
- PlayStation 2専用ソフト
  - 銀魂 銀さんと一緒!ボクのかぶき町日記 - 2007年8月30日発売[148]（バンダイナムコゲームス）
- Wii専用ソフト
  - 銀魂 万事屋ちゅ〜ぶ ツッコマブル動画 - 2007年10月25日発売[149]（バンダイナムコゲームス）
- PlayStation Portable専用ソフト
  - 銀魂のすごろく - 2013年1月24日発売（バンダイナムコゲームス）
- iOS・Android専用ソフト
  - 銀魂 かぶき町大活劇 - 2016年9月14日配信。2019年1月10日配信終了（バンダイナムコエンターテインメント）
- PlayStation 4・PlayStation Vita専用ソフト
  - 銀魂乱舞 - 2018年1月18日発売（バンダイナムコエンターテインメント）
- 体感型ゲームイベント
  - 銀魂祭×リアル謎解きゲーム「遊園地ではしゃぎすぎると恥をかくから気をつけろ」- 2021年12月20日開始。2022年1月16日終了（主催:株式会社クリーク・アンド・リバー社/共催:株式会社花やしき/企画制作:NAZO×NAZO劇団）
  - リアル脱出ゲーム×銀魂『かぶき町の危機からの脱出』- 2024年12月26日開始（同年12月19日発売）（主催・企画制作：SCRAP）

#### 『週刊少年ジャンプ』の他作品とのクロスオーバー作品
- ニンテンドーDS専用ソフト
  - ジャンプスーパースターズ - 2005年8月8日発売[150]（任天堂）
  - ジャンプアルティメットスターズ - 2006年11月23日発売[151]（任天堂）
- PlayStation 3、PlayStation Vita用ソフト
  - ジェイスターズ ビクトリーバーサス - 2014年3月19日発売（バンダイナムコゲームス）
- iOS・Android専用ソフト
  - 週刊少年ジャンプ オレコレクション! - 2017年7月6日配信。2020年9月30日配信終了（バンダイナムコエンターテインメント）
  - ジャンプチ ヒーローズ - 2018年3月28日配信。2024年3月27日配信終了（LINE）
  - 週刊少年ジャンプ 実況ジャンジャンスタジアム - 2018年8月2日配信（同年10月11日以降参加[152]）。2019年8月26日配信終了（コナミデジタルエンタテインメント）

### 小説
『3年B組金八先生』のパロディとして作られ、『赤マルジャンプ』に掲載された銀魂の番外編『3年Z組銀八先生』を小説化した作品。大崎知仁著。1巻は全編書き下ろし。2巻以降は増刊号や、『ジャンプスクエア』に掲載されたものに書き下ろしを加えた内容になっている。
特典として1巻には「土方十四郎のしおり」が、2巻には「銀魂高等学校3年Z組生徒証明書」が付属し、生徒手帳を使った親友占いも掲載、3巻以降はラフ画の漫画や『ジャンプスクエア』連載時のイラストアルバム、サブキャラクターが描かれたピンナップが掲載されている。第4巻には、Wii用ソフト「銀魂 万事屋ちゅ〜ぶ ツッコマブル動画」の予約特典ドラマCDを「Vジャンプ」にノベライズして掲載されたものも入っていて、初版限定でコミックス、キャラブックスと連動した三連合体栞の一部分がついている。
1巻がトーハンの2006年度ベストセラー〈新書-ノベルス〉部門では1位を獲得。2007年度ベストセラー〈新書-ノベルス〉部門で2巻が1位を獲得し、1巻も前回に引き続き3位となった。
『3年Z組銀八先生』の他、アニメ映画のノベライズ、実写映画のノベライズもある。

### ムービーコミック
dTVで原作マンガをコマ割りして動かし、セリフや効果音などを付け加えたムービーコミックが配信された。2017年7月1日より全12話（初回のみ1･2話同時。以後毎週火曜1話ずつ追加）。テレビアニメシリーズと同じキャストである。

## 担当編集者
1. 大西恒平：2003年12月（第1話） - 2007年11月（第188話頃[154]）
2. 齊藤優：2007年11月（第188話頃[154]） - 2009年3月（第255話頃[155]）
3. 中﨑敦：2009年3月（第255話頃[155]） - 2010年6月
4. 本田佑行：2010年6月（第312話頃[156]）- 2011年10月 （第371話頃）、2013年7月[157] - 2013年10月[158]
5. 松尾修：2011年10月 - 2013年6月[159][160]
6. 内藤拓真：2013年11月 - 不明[158]
7. 真鍋廉：不明 - 2018年6月[161]
8. 井坂尊：2018年7月 - 2019年6月（最終話）[162]

## コラボ企画
東京急行電鉄にて、2017年8月1日から9月18日まで、スタンプラリーの実施と当作品のキャラクターをデザインした1日乗車券を発売。
西武鉄道にて、2018年2月10日から3月31日まで、「銀魂×西武鉄道 銀魂目当てで西武線来いよおぉぉぉ!!キャンペーン」を開催。
佐賀県にて、2018年8月10日から9月17日まで、「佐賀春プロジェクト」を実施。JR佐賀駅の南側駅前広場で『等身大佐賀春像』を設置。佐賀市歴史民俗館の旧牛島家に万事屋銀ちゃん佐賀出張所を設置し、コラボグッズが販売。また、市内の飲食店ではオリジナルポストカード付きのコラボメニューを販売。
西武鉄道新宿線にて、2020年12月18日から2021年1月31日まで「アニメ「銀魂」が今回こそは本当に終わりらしいんで、西武鉄道で卒業祝いするぞォォォ!!キャンペーン」を開催。